# Oldenico
Oldenico je italská obec v provincii Vercelli v oblasti Piemont.
K 31. prosinci 2011 zde žilo 252 obyvatel.

## Sousední obce
Albano Vercellese, Caresanablot, Collobiano, Quinto Vercellese, San Nazzaro Sesia (NO), Villata